# 马锋辉
马锋辉（1963年9月—），男，汉族，浙江浦江人，中华人民共和国政治人物。现任中国美术家协会分党组书记、驻会副主席。第十四届全国政协委员。